# Ritratto del canonico Ludovico Terzi
Il ritratto del canonico Ludovico Terzi è un dipinto a olio su tela realizzato da Giovan Battista Moroni e conservato presso la pinacoteca del National Gallery londinese.

## Storia
Il dipinto proviene originariamente dalla collezione della famiglia Terzi. Passò alla famiglia Avogadro di Brescia fino al 1800 quando con Paola Avogadro e Bartolomeo Fenaroli passò a quest'ultima famiglia in eredità. Nel 1876 fu proprietà di Giuseppe Baslini che lo alienò alla National Gallery.
Il personaggio raffigurato è il canonico del duomo di Bergamo Ludovico Terzi nato nel 1518. Ricordato per il trasferimento delle reliquie dei santi Fermo e Rustico dall'antica chiesa alessandrina che era in demolizione per la costruzione delle mura veneziane di Bergamo nel 1561. Fu inviato a Venezia a rendere omaggio al neoeletto vescovo di Bergamo Federico Corner. Nel 1582 acquistò il palazzo dei Della Torre. Il dipinto fu forse conservato da un suo parente, Giovan Battista Terzi, quando fu indicato da Carlo Ridolfi: «Tre de' quadri si conservano in Bergamo appresso dell'Arcidiacono Terzi».
Il dipinto risulta inserito anche nell'inventario dei beni di Scipione Avogadro stilato dopo la sua morte nel 1785: «Ritratto di un prete del Moroni d'Albino». Sarà lo storico dell'arte Francesco Tassi a indicare la presenza del dipinto in casa Avogadro di Brescia:
(Francesco Tassi- Vite de' pittori, scultori e architetti bergamaschi)
Molti furono negli anni i critici e gli storici dell'arte a interessarsi dei ritratti del Moroni dando a questo di Ludovico Terzi la datazione intorno al 1560.

## Descrizione e stile
Il dipinto raffigura il Terzi appoggiato sui resti di una colonna. Il braccio sinistro è appoggiato a una colonna spezzata e regge un biglietto. La mano sinistra tiene chiuso nel pugno un paio di guanti. Lo sguardo del Terzi è rivolto lontano, ricorda molto il Ritratto di fra Michele da Brescia che il Moroni aveva realizzato un paio d'anni prima. Lo sguardo assorto conferisce al personaggio la giusta dignità, come se fosse un modo quasi spregiudicato di comportarsi.  La scenografia in cui è posto il personaggio è molto luminosa, anche se sono resti di un palazzo distrutto, ma illuminato dalla luce di uno spicchio di cielo che appare in alto a destra. Il Moroni ha avuto cura nel raffigurare l'uomo, non solo il canonico che aveva coperto nella sua vita importanti cariche istituzionali.
La datazione intorno al 1560 è dato anche dalla raffigurazione del capo del canonico di grandi dimensioni, e che riprende la ritrattistica nordica atta a accentuare la realtà del personaggio dipinto. L'opera pone il fine primario di essere realistica così come sono le caratteristiche dei ritratti dell'artista albine.